# Leon Reid
Leon Reid (ur. 26 lipca 1994) – brytyjski lekkoatleta specjalizujący się w biegach sprinterskich.
W 2011 był dwukrotnym srebrnym medalistą (w biegu na 100 metrów i sztafecie 4 × 100 metrów) olimpijskiego festiwalu młodzieży Europy oraz zdobył w biegu rozstawnym srebro igrzysk Wspólnoty Narodów młodzieży. Latem 2013 podczas mistrzostw Europy juniorów był drugi w biegu na 200 metrów oraz wraz z kolegami zajął piątą lokatę w sztafecie. Srebrny medalista biegu na 200 metrów podczas młodzieżowych mistrzostw Europy (2015). Od 2018 reprezentuje Irlandię.
Rekordy życiowe: bieg na 60 metrów (hala) – 6,68 (21 lutego 2021, Dublin); bieg na 100 metrów – 10,30 (2 maja 2021, Worthing) / 10,26w (13 maja 2021, Waterford); bieg na 200 metrów – 20,27 (1 lipca 2018, Birmingham).

## Osiągnięcia
| Rok  | Impreza                              | Miejsce    | Konkurencja             | Pozycja    | Wynik   | Reprezentacja |
| ---- | ------------------------------------ | ---------- | ----------------------- | ---------- | ------- | ------------- |
| 2011 | Olimpijski festiwal młodzieży Europy | Trabzon    | bieg na 100 metrów      | 2. miejsce | 10,68   | GBR           |
| 2011 | Olimpijski festiwal młodzieży Europy | Trabzon    | sztafeta 4 × 100 metrów | 2. miejsce | 41,37   | GBR           |
| 2011 | Igrzyska Wspólnoty Narodów młodzieży | Douglas    | bieg na 100 metrów      | 6. miejsce | 10,72   | ENG           |
| 2011 | Igrzyska Wspólnoty Narodów młodzieży | Douglas    | sztafeta 4 × 100 metrów | 2. miejsce | 41,06   | ENG           |
| 2013 | Mistrzostwa Europy juniorów          | Rieti      | bieg na 200 metrów      | 2. miejsce | 20,92   | GBR           |
| 2013 | Mistrzostwa Europy juniorów          | Rieti      | sztafeta 4 × 100 metrów | 5. miejsce | 40,09   | GBR           |
| 2014 | Igrzyska Wspólnoty Narodów           | Glasgow    | bieg na 100 metrów      | eliminacje | DQ      | NIR           |
| 2014 | Igrzyska Wspólnoty Narodów           | Glasgow    | bieg na 200 metrów      | półfinał   | 21,03   | NIR           |
| 2015 | Młodzieżowe mistrzostwa Europy       | Tallinn    | bieg na 200 metrów      | 2. miejsce | 20,63   | GBR           |
| 2018 | Igrzyska Wspólnoty Narodów           | Gold Coast | bieg na 200 metrów      | 3. miejsce | 20,55   | NIR           |
| 2018 | Mistrzostwa Europy                   | Berlin     | bieg na 200 metrów      | 7. miejsce | 20,37   | IRL           |
| 2018 | Mistrzostwa Europy                   | Berlin     | sztafeta 4 × 400 metrów | eliminacje | 3:06,55 | IRL           |